# Alsfeld
Alsfeld (pronunciación en alemán: /ˈalsfɛlt/ⓘ) es una localidad alemana del estado federado de Hesse. Es una atracción turística de fama mundial por su bien conservado centro medieval.

## Geografía
Alsfeld está cercana a las ciudades de Bad Hersfeld, a 33 km hacia el este, Fulda a 36 km hacia el sureste, Gießen a 47 km hacia el oeste y Marburgo a 36 km hacia el noroeste.
La ciudad de Alsfeld se divide administrativamente en dieciséis pedanías: Altenburg, Angenrod, Berfa, Billertshausen, Eifa, Elbenrod, Eudorf, Fischbach, Hattendorf, Heidelbach, Leusel, Liederbach, Lingelbach, Münch-Leusel, Reibertenrod and Schwabenrod.
Esta ciudad se encuentra en el curso superior del río Schwalm, el cual es afluente del río Eder. Al mismo tiempo, la topografía de la zona es irregular, ya que se ubica cerca de las cadenas montañosas Vogelsberg y Knüllgebirge. 

## Historia

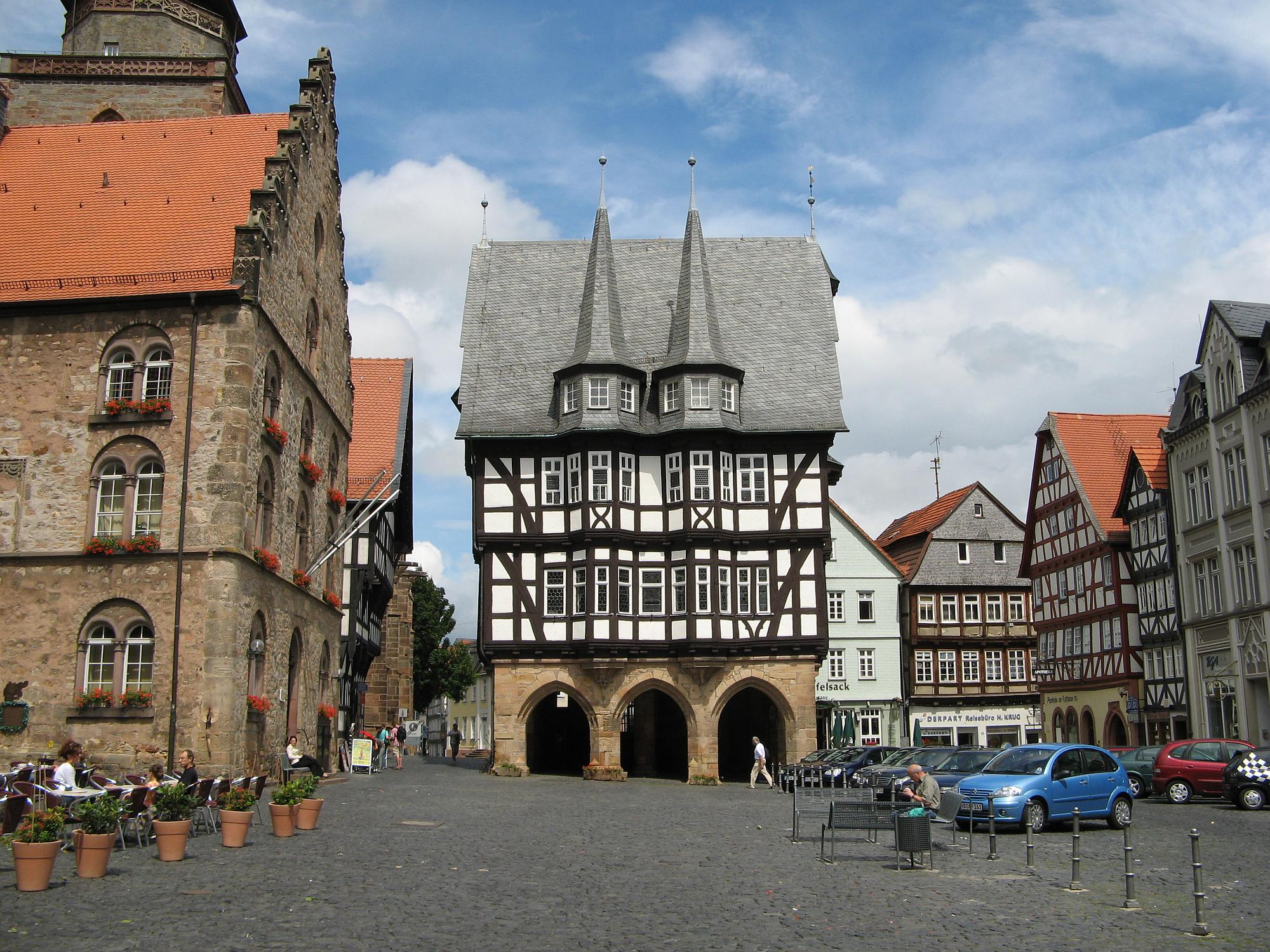
Edificio del ayuntamiento.

Alsfeld fue mencionada por primera vez en un documento en 1069.
Entre 1180 and 1190, los condes de Turingia construyeron un castillo cerca de Alsfeld, debido a que esta localidad era uno de los destinos de una ruta comercial llamada Kurze Hessen, la cual discurría por varias ciudades alemanas de oeste a este (Fráncfort - Friedberg - Grünberg - Alsfeld - Bad Hersfeld - Eisenach). En 1365, fue construido el cementerio del pueblo.
Durante el siglo XVI, esta localidad tuvo como principal actividad económica a la industria textil. Fue precisamente en este siglo cuando fueron construidos algunos de los edificios emblemáticos de la ciudad como el ayuntamiento o la Hochzeithaus (la casa de bodas).
Desde 1567, Alsfeld estuvo bajo la jurisdicción de Hesse-Marburgo y desde 1604 hasta 1806 al landgraviato de Hesse-Darmstadt. Esta población sufrió durante la época de la Guerra de los Treinta Años, debido a que fue asediada y bombardeada por el estado independiente de Hesse-Kassel.
En 1972, las localidades cercanas de Berfa, Hattendorf, Liederbach and Lingelbach fueron fusionadas dentro de la ciudad de Alsfeld como pedanías.

## Ciudades hermanadas
Alsfeld tiene como ciudades hermanadas a las siguientes:
- Amstetten, Baja Austria, Austria (desde 1979)
- Chaville, Francia (desde 1974)
- Nakskov, Dinamarca (desde 1963)
- New Mills, condado de Derbyshire, Inglaterra (desde 1962)
- Spišská Nová Ves, Eslovaquia (desde 1992)